# Resolución 1287 del Consejo de Seguridad de las Naciones Unidas
La resolución 1287 del Consejo de Seguridad de las Naciones Unidas, aprobada por unanimidad el 31 de enero de 2000, tras reafirmar todas las resoluciones sobre Georgia, en particular la resolución 1255 (1999), el Consejo prorrogó el mandato de la Misión de Observadores de las Naciones Unidas en Georgia (UNOMIG) hasta el 31 de julio de 2000. 
El Consejo de Seguridad destacó que es inaceptable la falta de avances en cuestiones clave relacionadas con el conflicto de Abjasia . Acogió con satisfacción los recientes compromisos de ambas partes de investigar las violaciones del Acuerdo de 1994 sobre el Alto el Fuego y la Separación de Fuerzas y reanudar las negociaciones. Existía preocupación por que, aunque la situación permanecía tranquila, la situación en la zona de conflicto era volátil. Se acogieron con satisfacción los esfuerzos destinados a abordar la prevención y el control de enfermedades como el VIH/SIDA y otras.
El Secretario General Kofi Annan designó un nuevo representante especial y alentó a las partes a aprovechar la oportunidad para conectarse y reanudar el proceso de paz. Se instó tanto a Georgia como a Abjasia a lograr avances en cuestiones clave como la distribución de competencias constitucionales entre Tbilisi y Sujumi . 
La resolución reiteró la necesidad de que ambas partes respeten los derechos humanos, la importancia de aplicar medidas de fomento de la confianza y el hecho de que las elecciones en Abjasia eran inaceptables e ilegítimas. Se pidió al Secretario General que informara periódicamente al Consejo sobre los acontecimientos.